# Pleurobema pyriforme
Pleurobema pyriforme é uma espécie de bivalve da família Unionidae, endémica dos Estados Unidos da América (Chattahoochee River) e seu habitat são médios e grandes rios com leitos entre areia grossa e cascalho de correntezas moderadas. Ocorrem menos em áreas limpas.

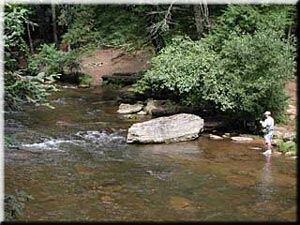
Rio Chattahoochee

Consta na lista de espécies ameaçadas de extinção da (em inglês)IUCN - International Union for Conservation of Nature.